# Wandella stuartensis
Espèce
Wandella stuartensis est une espèce d'araignées aranéomorphes de la famille des Filistatidae.

## Distribution
Cette espèce est endémique d'Australie. Elle se rencontre dans l'Ouest de la Nouvelle-Galles du Sud, dans le Sud du Queensland, en Australie-Méridionale et dans le Sud de l'Australie-Occidentale.

## Description
Les mâles mesurent de 2,2 à 2,3 mm.
La femelle décrite par Magalhaes en 2016 mesure 3,65 mm.

## Étymologie
Son nom d'espèce, composé de stuart et du suffixe latin -ensis, « qui vit dans, qui habite », lui a été donné en référence au lieu de sa découverte, la Stuart Range.

## Publication originale
- Gray, 1994 : A review of the filistatid spiders (Araneae: Filistatidae) of Australia. Records of the Australian Museum, vol. 46, no 1, p. 39-61 (texte intégral).